# Панафриканские цвета
Панафриканские цвета — два устойчивых набора трёх цветов, используемых на флагах.

## Зелёный, жёлтый, красный
Зелёный, жёлтый и  красный (к ним нередко добавляются также чёрный, зелёный иногда заменяется синим, а жёлтый — белым) — используются на флагах большинства стран Африки. Эти цвета взяты из флага Эфиопии. 
Эфиопия была первой африканской страной, которая использовала эти цвета на своём флаге, в 1950-е годы эти цвета приняли на свои флаги Гана, Сенегал, Дагомея, Конго (Браззавиль), Камерун и другие африканские страны. Флаг Гренады (82 % населения африканского происхождения), принятый в 1974 году, и флаг Сент-Китса и Невиса (90,4 % населения африканского происхождения), принятый в 1983 году, также используют эти цвета, хотя эти государства и не находятся в Африке.
На флаге Эфиопии красный, жёлтый и зелёный цвет первоначально символизировали радугу — символ обета Бога перед человечеством о неповторении потопа.
В большинстве случаев зелёный цвет является символом надежды на лучшее будущее и олицетворяет растительные богатства.
Жёлтый — символ животворного солнца, минеральных богатств, достойной оплаты за труд.
Красный — напоминает о крови, пролитой в боях за свободу, символ работы и революционных устремлений.
Чёрный — олицетворяет цвет кожи большинства населения Африки южнее Сахары, символизирует упорство и достоинство, напоминает о тёмных годах колониального прошлого.
Существуют флаги стран мира, которые совпадают по набору цветов с панафриканскими цветами случайно, по причинам, не связанным с Африкой (например, флаги Боливии, Литвы, Мьянмы и др.).
| Цвет       | Зелёный | Жёлтый  | Красный |
| ---------- | ------- | ------- | ------- |
| Цвета HTML | #00966E | #fcd116 | #D62612 |

## Зелёный, чёрный, красный
Красный, чёрный и зелёный — цвета панафриканского флага, принятые 13 августа 1920 года статьёй 39 Декларации прав чёрнокожего населения мира и являющегося официальным символом Всеобщей Ассоциации усовершенствования чернокожего населения и Лиги африканских сообществ (Universal Negro Improvement Association and African Communities League), основанной Маркусом Гарви (Marcus Garvey), который и является создателем этого флага.
Красный цвет представляет благородную кровь, объединяющую всех людей с африканской родословной, чёрный цвет символизирует людей, зелёный — богатую землю Африки.

## Флаги
- Флаг Азавада
- Флаг Бенина
- Флаг Гайаны
- Флаг Французской Гвианы
- Флаг Ганы
- Флаг Гвинеи
- Флаг Гвинеи-Бисау
- Флаг Гренады
- Флаг Замбии
- Флаг Зимбабве
- Флаг Камеруна
- Флаг Кении
- Флаг Малави
- Флаг Мали
- Флаг Мозамбика
- Флаг Республики Конго
- Флаг Сан-Томе и Принсипи
- Флаг Сенегала
- Флаг Сент-Китса и Невиса
- Флаг Того
- Флаг Эфиопии
- Флаг Южно-Африканской Республики
- Флаг Южного Судана
- Флаг Ямайки